# Marea Ducesă Alexandra Petrovna
Marea Ducesă Alexandra Petrovna a Rusiei (rusă Александра Петровна; 2 iunie 1838 – 25 aprilie 1900) a fost fiica Ducelui Petru Georgievici de Oldenburg și nepoata împăratului Paul I al Rusiei. S-a căsătorit cu Marele Duce Nicolai Nicolaevici al Rusiei și a fost mama Marelui Duce Nicolai Nicolaevici cel Tânăr.
După destrămarea căsătoriei, ea s-a retras din viața de la curte și, în cele din urmă, a devenit călugăriță.

## Primii ani
Alexandra Petrovna s-a născut la 2 iunie 1838, la St. Petersburg ca Ducesa Alexandra Frederika Wilhelmina de Oldenburg. A fost primul copil din cei opt ai Ducelui Petru Georgievici de Oldenburg și ai Prințesei Therese de Nassau-Weilburg, sora vitregă a Sofiei de Nassau, care era soția regelui Oscar al II-lea al Suediei. Alexandra aparținea familiei germane însă a crescut în Rusia, familia ei fiind înrudită cu dinastia Romanov.
Ducele Petru Georgievici de Oldenburg, tatăl Alexandrei, era singurul fiu supraviețuitor al Marii Ducese Ecaterina Pavlovna, a patra fiică a Țarului Pavel I al Rusiei. Petru de Oldenburg a urmat o carieră militară în armata imperială rusă. Alexandra Petrovna a crescut fericită în familia Oldenburg. Petru Georgievici și soția sa au dus o viață exemplară de familie și s-au îngrijit de educația copiilor lor. Familia a petrecut lunile de iarnă la Peterhof și se mutau vara la reședința de la Kamenoi-Ostroff.
Educația Alexandrei a trezit în ea interes pentru medicină și pentru rezolvarea problemelor sociale ale celor săraci.

## Căsătorie

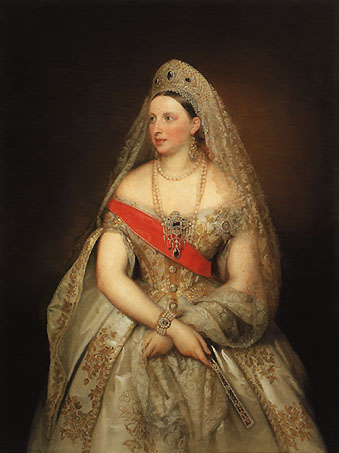
Marea Ducesă Alexandra Petrovna a Rusiei

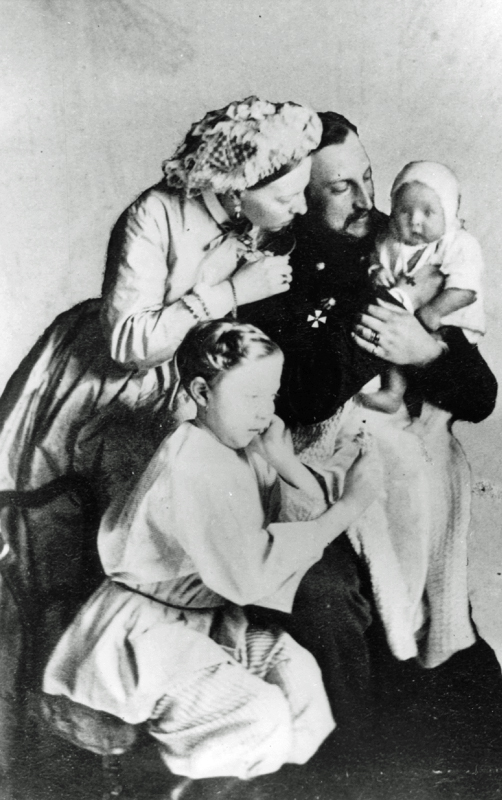
Marele Duce Nicolae Nicolaevici cu soția sa Marea Ducesă Alexandra Petrovna a Rusiei și cei doi fii ai lor.

Părinții Alexandrei au aranjat căsătoria pentru ea. La 25 octombrie 1855, Alexandra s-a logodit cu Marele Duce Nicolae Nicolaevici, al treilea fiu al Țarului Nicolae I. Alexandra, care a fost crescută în Biserica Luterană, s-a convertit la ortodoxism la 7 ianuarie 1856 și a primit titlul de Alexandra Petrovna Marea Ducesă a Rusiei. Nunta a avut loc la 6 februarie 1856, la Peterhof. Primul ei fiu s-a născut nouă luni mai târziu, în apartamentul lor de la Palatul de Iarnă.
În decembrie 1861, cuplul s-a mutat în noul Palat Nicolae, unde, în 1864, Alexandra a dat naștere celui de-al doilea fiu și ultimul copil. Începând de atunci căsnicia ei a început să se destrame.
Alexandra a fost simplă și nesofisticată. I-a plăcut simplitatea și a preferat să se îmbrace modest, evitând viața publică. Și-a dedicat timpul pentru religie și medicină. Ea a fost, de asemenea, un pictor talentat. Nu a fost frumoasă dar sinceritatea ei și manierele plăcute au făcut să câștige multe simpatii. Era plăcută de cele două cumnate ale ei Maria Alexandrovna și Alexandra Iosifovna. La început, soțul ei a luat ideile ei în serios și a finanțat un spital din oraș în care teoriile Alexandrei au putut fi dezvoltate și puse în practică iar pacienții săraci au primit îngrijiri medicale, fără taxe. Uneori, ea însăși îi îngrijea. În cele din urmă, ea a fondat un institut de formare pentru asistente medicale în Sankt Petersburg.
Pe la sfârșitul anilor 1860, căsnicia lor avea probleme. Cuplul a descoperit că aveau foarte puțin în comun. Ea a preferat să stea departe de funcțiile Curții. Acest lucru însă l-a enervat pe soțul ei, care, de asemenea, s-a plâns de simplitatea ei și modestia rochiilor ei. Convertită la Biserica Ortodoxă Rusă atunci când s-a căsătorit, Alexandra a devenit extrem de pioasă. A fost o femeie serioasă a cărui pasiuni au fost religia și medicina.
Palatul cuplului din St Petersburg era atât de mare încât nici nu se vedeau reciproc. Au apărut împreună doar la ceremonii oficiale. În cele din urmă, Nicolae Nicolaevici a dezvoltat o relație permanentă cu Ecaterina Chislova, o dansatoare la teatrul Krasnoye Selo. Marele Duce nu a încercat să-și ascundă aventura. În 1868, Ecaterina Chislova a dat naștere primului copil din cei cinci copii nelegitimi ai cuplului.
În 1870, nimic nu mai rămăsese din căsnicia ei în afară de amărăciune. Resentimentul a fost singurul răspuns pe care ea l-a putut oferi pentru infidelitatea soțului. Alexandra a petrecut perioade mai lungi și din ce în ce mai multe la Kiev în timp ce soțul ei își împărțea timpul între copiii lui cu Alexandra și cea de-a doua sa familie. Când Marele Duce a aranjat să schimbe rangul copiilor săi nelegitimi și a amantei sale, Alexandra Petrovna a apelat la Țarul Alexandru al II-lea să intervină, însă Țarul a răspuns: "Voi vedea. Soțul tău este în floarea vieții sale și are nevoie de o femeie cu care să se iubească. Uită-te la tine! Uite cum te îmbraci! Nici un om nu ar fi atras." Totuși, după această întâlnire, Alexandru l-a sfătuit pe Marele Duce să fie mai discret și a exilat-o pe Ecaterina Chislova la Wenden, lângă Riga.
Potrivit unor surse, Alexandra Petrovna a reacționat împotriva infidelității soțului ei, și-a lua un amant și, în 1868, a dat naștere unui fiu nelegitim. Cu toate acestea, nu există informații care să susțină această afirmație. Povestea copilului nelegitim pare puțin probabilă.

## Ultimii ani

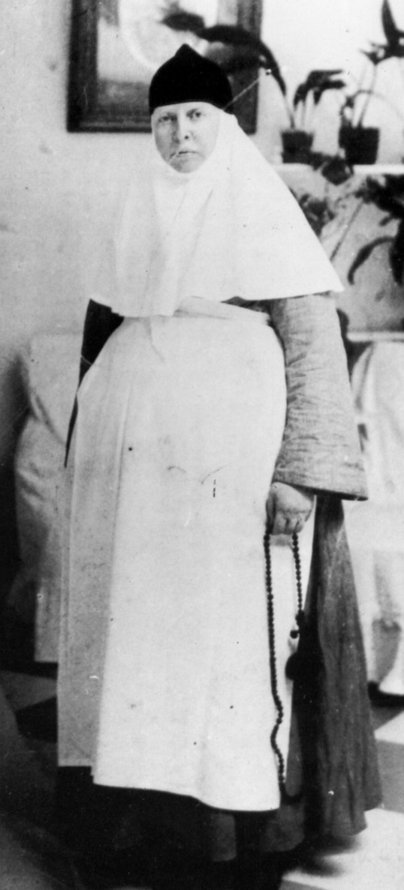
Sora Anastasia, fosta Marea Ducesă Alexandra Petrovna

În 1880, Alexandra a părăsit St Petersburg pentru todeauna și a început o viață nouă la Kiev. Inițial, a locuit la Palatul Marinski, reședința împăratului din Kiev dar mai târziu s-a retras la o mănăstire. Totuși, a refuzat să-i acorde soțului ei divorțul pe care acesta și l-ar fi dorit. Marele Duce a sperat să supraviețuiască soției sale, așa cum s-a întâmplat cu fratele său Alexandru al II-lea care odată ce a rămas văduv s-a căsătorit cu amanta sa.
Alexandra, deși nu în stare bună de sănătate, a supraviețuit atât soțul ei și amantei soțului ei. Ecaterina Chislova a murit în 1889 și Marele Duce Nicolae i-a supraviețuit iubitei lui numai doi ani. Când a murit în Crimeea în 1891, Alexandra Petrovna a refuzat să participe la înmormântare. Chiar și atunci, ea nu l-a iertat.
Alexandra a devenit călugăriță și a luat numele de "Sora Anastasia" în timp ce soțul ei încă trăia. A fondat o mănăstire de maici cu propriile sale spitale, aziluri și dispensar pentru a oferi tratament gratuit pentru săraci. Și-a dedicat viața locului ei de muncă, care a fost întotdeauna prioritate ei. A rămas aproape de fii ei, care au stat de partea ei când familia s-a despărțit. A fost în Crimeea în 1898 când nora sa, Marea Ducesă Milița, a născut două fete gemene, dintre care una a murit la scurt timp după naștere.

Alexandra a luat rămășițele nepoatei ei și a îngropat sicriul în cimitirul mănăstirii din Kiev. Având cancer la stomac, Alexandra a murit mănăstirea Kievo Pecherski din Kiev la 25 aprilie 1900 la vârsta de 61 de ani.

## Copii
Alexandra Petrovna a avut doi fii:
- Marele Duce Nicolai Nicolaevici al Rusiei cel Tânăr (1856–1929)
- Marele Duce Petru Nicolaevici al Rusiei (1864–1931)